# Єшмаково
Єшма́ково (рос. Ешмаково) — присілок у складі Юкаменського району Удмуртії, Росія.
Населення — 70 осіб (2010; 54 в 2002).
Національний склад (2002):
- удмурти — 72 %